# Stazione di Lana-Postal
La stazione di Lana-Postal (in tedesco Bahnhof Lana-Burgstall) è una stazione ferroviaria posta sulla linea Bolzano-Merano. Serve i centri abitati di Lana e di Postal.
Dal 1913 al 1974 era punto di diramazione per Lana di Sopra.

## Storia

Planimetria storica